# Die Quantentheorie und das Schisma der Physik
Die Quantentheorie und das Schisma der Physik (im Original Quantum Theory and the Schism in Physics) ist ein Buch des Wissenschaftstheoretikers Karl Popper, das im Hauptbestand des Textes bereits 1951 bis 1956 geschrieben und 1982 als dritter Band eines Postskriptums zu Logik der Forschung veröffentlicht wurde.

## Publikationsgeschichte
Bei diesem Werk Poppers handelt es sich um den dritten Band seiner Nachträge (Postskript) zu seinem vielfach überarbeiteten wissenschaftstheoretischen Hauptwerk Logik der Forschung. Dieses war 1934 zuerst in deutscher Sprache erschienen, die englische Übersetzung in Erstauflage folgte erst 1959. Zahlreiche zwischenzeitlich und nachfolgend entwickelte Ideen Poppers konnten nicht mehr in Neuauflagen eingearbeitet werden und überstiegen schließlich deren Umfang. Für sie war die Veröffentlichung in einem Nachtragsband geplant. Die Arbeit daran stellte Popper jedoch zwischenzeitlich ein, obwohl bereits diverse Druckfahnen und Überarbeitungen vorlagen, die zum Teil schon zirkulierten.
Diese größtenteils aus den Jahren 1951 bis 1956 stammenden Arbeiten, die er bis ca. 1962 weiter ergänzt und überarbeitet hat, erschienen schließlich auf Initiative von William Warren Bartley
1982/83 als dreibändiges Postscript. Der dritte Band enthält Arbeiten Poppers zur Quantenmechanik, ihren Grundlagen, Interpretationen und der Kritik an diesen Interpretationen, die er im Hauptteil unter dem Titel „Die Quantentheorie und das Schisma der Physik“ behandelt.

## Erste Werkteile
→ Für eine Einführung in die zugrundeliegenden Problemaspekte siehe überblicksweise die sehr kurze Übersicht in Philosophie der Physik, die etwas längere im Artikel Quantenmechanik oder die ausführlichere Darstellung in Interpretationen der Quantenmechanik.
Die erste Hälfte des Buches besteht aus Essays, die in den Jahren vor der Veröffentlichung geschrieben wurden und die Poppers Sicht auf die Wahrscheinlichkeitstheorie, Forschungen zur Bellschen Ungleichung und neuere Diskussionen über das Einstein-Podolsky-Rosen-Paradoxon darstellen. Nach einer Diagnose gegenwärtiger Kontroversen (siehe den nachfolgenden Abschnitt zum „Schisma der Physik“) folgen weitere eigene Vorschläge. Popper arbeitet dabei vor allem diverse seiner bereits zuvor in Teilen vorgestellten, weitreichenden systematischen Überlegungen zur Interpretation der Quantenmechanik weiter aus, etwa seinen Vorschlag einer Propensitäteninterpretation, die realistisch, objektivistisch, nicht-deterministisch ist und weder Beobachterabhängigkeit noch Welle-Teilchen-Dualismus benötigt.

## Das „Schisma der Physik“
Der Ausdruck „Schisma der Physik“ beschreibt die Gegensätzlichkeit zweier Familien von Interpretationen der Quantenmechanik nebst damit verknüpfter Hintergrundannahmen.
Ähnliche Ausdrucksweisen fanden sich bereits zuvor. So sprach etwa Werner Heisenberg in „Wandlungen der Grundlagen der exakten Naturwissenschaft in jüngster Zeit“, einem 1934 vor der Gesellschaft Deutscher Naturforscher und Ärzte gehaltenen Vortrag, davon, dass „in unserer Erforschung atomarer Vorgänge ein eigentümlicher Zwiespalt unvermeidbar ist“ zwischen einer Beschreibung in „anschaulichen Begriffe[n] der klassischen Physik“ und mathematischen Objekten, „die keine einfache anschauliche Deutung zulassen.“ Die englische Übersetzung spricht an dieser Stelle von einem „peculiar schism“.
Popper sortiert die Interpretationen der Quantentheorie in zwei lagerbildende Parteiungen, deren erste er durch die Namen Faraday, Einstein, Schrödinger kennzeichnet, deren zweite als Kopenhagener Interpretation. Popper zufolge werden dabei jeweils alternative nicht experimentell testbare Ontologien, also systematische Annahmen über die Grundstrukturen der Realität, sowie Meta-Annahmen über das methodische Vorgehen wissenschaftlicher Forschung vertreten; er spricht von „metaphysischen Forschungsprogrammen“ (d. h. Rahmentheorien für mögliche testbare Theorien). Beide Parteien träfen bestimmte Festlegungen hinsichtlich interpretationsrelevanter Aspekte: typisch für die erste Partei sei die Verpflichtung auf Determinismus, Realismus und Objektivismus; typisch für die zweite Indeterminismus, Instrumentalismus und Subjektivismus. Es resultiere eine problematische Spaltung der Physik.